# Isosphaera pallida
 Isosphaera pallida  ist ein Bakterium. Es zählt zu der Planctomyceten-Gruppe. Die Art kommt in Thermalquellen vor.

## Merkmale
Die Zellen von Isosphaera pallida sind kokkenförmig und haben eine Größe von 2,0–2,5 μm im Durchmesser. Sie sind in Ketten von unbestimmter Länge (Kettenkokken) angeordnet, es können bis über 100 Zellen beteiligt sein. Die Vermehrung von Isosphaera pallida erfolgt durch Knospung. Die Art kann sich gleitend fortbewegen (engl. „gliding motility“). Pili sind vorhanden, Flagellen fehlen. Es sind mehrere Gasvesikel vorhanden, sie befinden sich gehäuft an einer Stelle, man spricht von einer Pseudovakuole. Es wurde die Phototaxis nachgewiesen. Überdauerungszellen (Sporen) sind nicht bekannt. Das Bakterium ist durch Carotinoide rosa pigmentiert.
Auffällig ist die einer Membran ähnelnde Begrenzung um das Kernäquivalent (Nukleoid). Ein Merkmal, welches typisch für Planktomyceten wie Gemmata, Pirellula und Planctomyces ist.

## Stoffwechsel und Wachstum
Der Stoffwechsel von Isosphaera pallida ist chemo-organotroph, die Art ist streng aerob, also auf Sauerstoff angewiesen. Das Bakterium nutzt Glucose, Ribose und Lactat als Kohlenstoffquellen. Es toleriert allerdings nur geringe Mengen der Stoffe im Medium (oligotroph). So ist z. B. Glucose ab 0,05 % hemmend. Für Ribose liegt der maximale tolerierte Wert bei 0,25 %. Der Typusstamm von Isosphaera pallida wurde ursprünglich auf einem festen Medium isoliert, das für Autotrophe geeignet ist, d. h. ohne Zugabe von spezifischen organischen Kohlenstoffquellen. Das Bakterium war hierbei in der Lage, zu überleben und sich zu vermehren, indem es ausschließlich die geringen Mengen von organischen Verunreinigungen im Agar nutzte.
Isosphaera pallida ist moderat thermophil („wärmeliebend“), Wachstum erfolgt bei Temperaturen zwischen 40 und 55 °C. Der Optimale pH-Wert liegt zwischen 7,8 und 8,8. Es benötigt hohe CO2-Konzentrationen im Medium. Dieses und die Fähigkeit sich gleitend zu bewegen unterscheidet es von den verwandten Gattungen Singulisphaera und Aquisphaera. Des Weiteren sind diese beiden Gattungen nicht thermophil, sondern mesophil und tolerieren somit nur gemäßigte Temperaturen.
Das Genom wurde im Jahr 2011 vollständig sequenziert.

## Ökologie
Das Bakterium wurde aus mehreren Thermalquellen isoliert, so z. B. aus Quellen in Mammoth Hot Springs und im Lower Geyser Basin (beide im Yellowstone National Park), in heißen Quellen in Thermopolis (Wyoming) und in anderen Thermalquellen in Nordamerika und Europa. Bezüglich der Gasvesikel wird vermutet, dass sie zum Hochtreiben vom Boden zur Wasseroberfläche dienen. In Thermalquellen ist der Sauerstoffgehalt geringer als in normalen Wasser, die Menge an verfügbaren Sauerstoff steigt in Richtung Oberfläche an. Auch der Nährstoffgehalt ist in höheren Lagen größer, als im tiefen Wasser. Hiermit wird auch die Phototaxie von der Art in Verbindung gebracht. Isosphaera pallida ist das einzige bekannte chemoheterotrophe Bakterium, bei dem phototaxisches Verhalten bekannt ist (Stand 2013).
Isosphaera pallida kommt in Verbindung mit Blaualgen (Cyanobakterien) vor, wahrscheinlich ist es von den autotrophen Bakterien produzierten organischen Verbindungen abhängig. Des Weiteren kann I. pallida mit dem photosynthetischen Bakterium Heliothrix orgeonensis eine stabile Co-Kultur bilden. H. oregonensis scheint für das Wachstum von I. pallida abhängig zu sein, letztere kann allerdings auch unabhängig von H. oregonensis wachsen.

## Systematik
Die Benennung und Einordnung in das phylogenetische System hat bei Isosphaera pallida eine lange Geschichte. Das Bakterium wurde 1927 zuerst beschrieben und mit dem Namen Isocystis pallida zu den Cyanobakterien (Blaualgen) gestellt. Im Jahr 1963 wurde es als Torulopsidosira pallida den Hefen zugeordnet. Als  Isosphaera pallida wurde es schließlich 1986 von Giovannoni und Mitarbeiter den Planctomyceten zugeordnet.
Isosphaera pallida wurde zuerst zu der Familie Planctomycetaceae gestellt, seit 2016 zählt die Art zu der Familie Isosphaeraceae. Arten dieser Familie sind chemoorganotroph und auf Sauerstoff angewiesen (aerob), einige können auch unter mikroaeroben Bedingungen wachsen. Das Wachstum der Arten erfolgt auf verschiedenen Zuckern und Polysacchariden. Andere Gattungen dieser Familie sind Aquisphaera, Paludisphaera, Singulisphaera, Tundrisphaera und Tautonia.